# Fieber

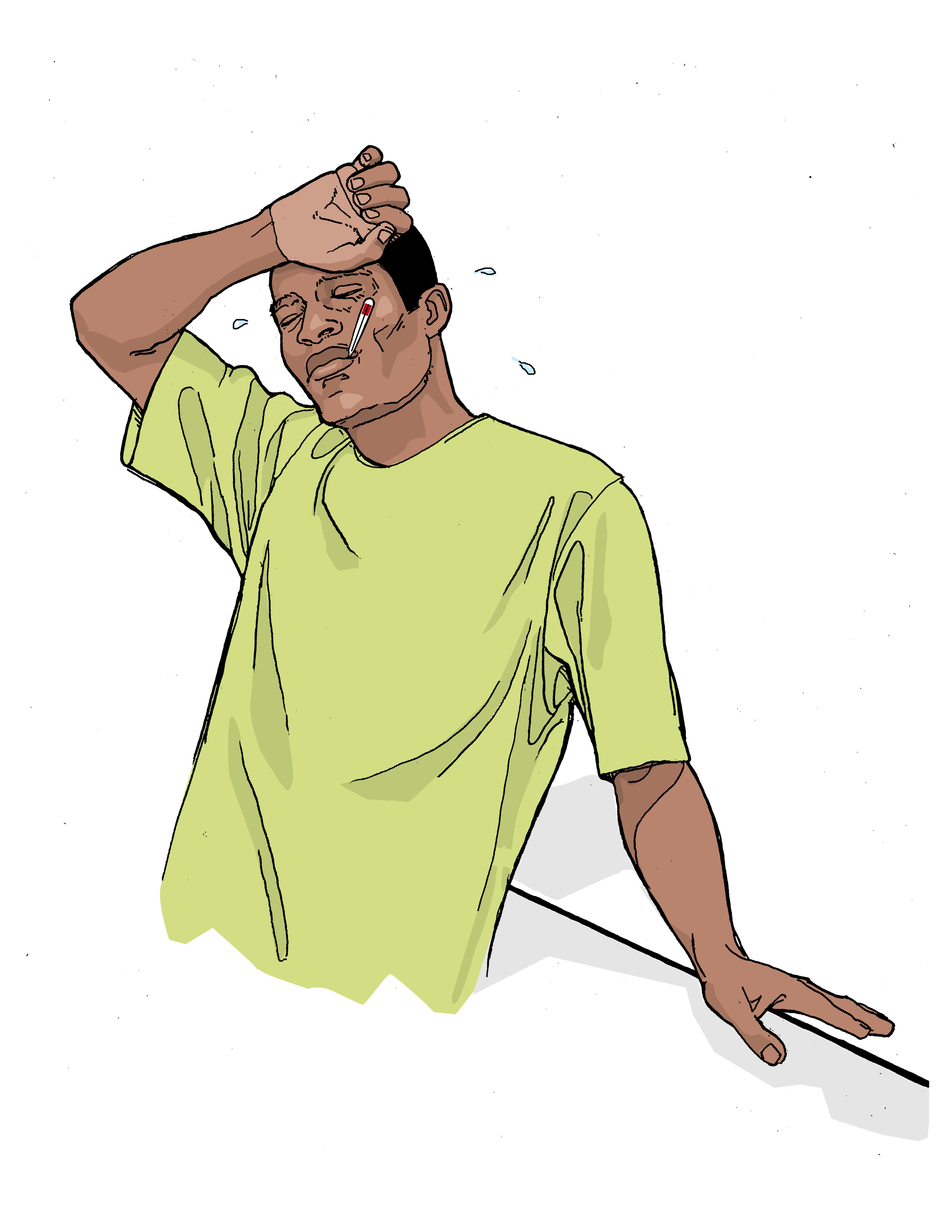
Fieber

Das Fieber (lateinisch Febris) oder die Pyrexie ist ein Zustand erhöhter Körperkerntemperatur mit einem Missverhältnis zwischen chemischer Wärmebildung und physikalischer Wärmeabgabe. Es tritt meistens als Begleiterscheinung der Abwehr gegen eindringende Viren, lebende Mikroorganismen oder andere als fremd erkannte Stoffe auf. Zudem kommt es als Begleiterscheinung bei bestimmten, insbesondere bösartigen Tumoren, Traumata oder seltener im Rahmen anders verursachter Entzündungsvorgänge vor. Die damit verbundenen Vorgänge beruhen auf komplexen physiologischen Reaktionen, zu denen unter anderem eine pyrogenvermittelte, vom Organismus aktiv herbeigeführte, geregelte und begrenzte Erhöhung der Körperkerntemperatur gehört. Letztere entsteht infolge einer Temperatursollwertänderung im hypothalamischen Wärmeregulationszentrum, beruht also auf einer gesteigerten Erregung und Erregbarkeit des Wärmezentrums im Zwischenhirn durch pyrogene Stoffe. Fieber ist damit ein Beispiel für eine regulierte Änderung der Homöostase. Zur Messung, Feststellung, Verlaufsbeurteilung oder zum Ausschluss der bei Fieber erhöhten Körpertemperatur wird ein Fieberthermometer verwendet.

## Etymologie
Das Wort „Fieber“ geht auf das mittelhochdeutsche vieber (auch biever, biefer) zurück, dieses von althochdeutsch fiebar, nachweisbar seit dem 9. Jahrhundert und entlehnt aus lateinisch febris, eigentlich „Hitze“.
Das Wort „Pyrexie“ von altgriechisch πύρεξ(ις), pýrex(is), „Fieber haben“, geht auf griechisch πυρετός, pyretós, „brennende Hitze“, „Fieber“, zurück. Vergleiche pyr, „Feuer“, und daraus „pyrogen“, „Fieber erzeugend“.

## Temperaturregulation
Fieber ist in den meisten Fällen nicht Ursache von Krankheit, sondern Teil der Antwort des Organismus auf eine Erkrankung. Die häufige Praxis, Fieber ab einer bestimmten Höhe symptomatisch zu senken, um vermeintlichen Schaden vom Kranken abzuwenden, entspricht oft nicht dem Forschungsstand der Fieberphysiologie. Anstelle einer routinemäßigen Senkung des Fiebers ab einer bestimmten Temperatur wird empfohlen, eine symptomatische Therapie an der Befindlichkeit und an sekundären Risiken des Fiebers für bestimmte Patientengruppen zu orientieren.
Fieber unterscheidet sich grundsätzlich von ungeregelten Zuständen der Hyperthermie. Bei diesen sind keine Pyrogene beteiligt, weshalb eine medikamentöse antipyretische Therapie auch wirkungslos bleibt. Die Temperatur bleibt dabei erhöht, obwohl der Organismus an der Grenze seiner gegenregulatorischen Möglichkeiten versucht, seine Temperatur zu senken. Solche Überhitzung kann bei überstarker Erwärmung durch die Umgebung und/oder im Rahmen kräftiger körperlicher Bewegung vorkommen, ferner selten bei einer gestörten Temperaturregulation im Rahmen neurologischer Krankheiten oder bei der malignen Hyperthermie.
Fieber ist einer der häufigsten Beratungsanlässe in einer allgemeinmedizinischen oder pädiatrischen Praxis.

## Evolution
Fieber ist eine gesteuerte, durch endogene Pyrogene und deren Antagonisten geregelte Erhöhung der Körpertemperatur und daher an entsprechende Mechanismen der Thermoregulation gebunden. Dementsprechend zeigen nur gleichwarme Tierarten mit endogener Wärmeentwicklung (Endotherme), also Vertreter der Säugetiere und der Vögel, echtes Fieber, das völlig vergleichbar der Reaktion beim Menschen ist. Experimente mit wechselwarmen Tieren, wie Reptilien, Amphibien und Fischen, haben aber gezeigt, dass auch bei diesen Organismen die experimentelle Infektion mit Bakterien eine Erhöhung der Körpertemperatur bewirkt. Da diese Tiere die Körpertemperatur nur durch ihr Verhalten beeinflussen können, indem sie eine wärmere oder kältere Umgebung aufsuchen, ist ihnen diese Reaktion aber nur möglich, wenn sie entsprechende Möglichkeiten des Verhaltens haben. Wird dies im Experiment verhindert, erfolgt keine Veränderung der Körpertemperatur. Gleichzeitig wurde gezeigt, dass die Temperaturerhöhung die Überlebensrate der Tiere steigert, die Erhöhung also adaptiv ist. Die Erhöhung der Körpertemperatur bei wechselwarmen Tieren entspricht also dem Fieber bei gleichwarmen, entsprechend wurde die Reaktion schon als „Verhaltensfieber“ umschrieben. Die wenigen Studien, die für Fieberreaktionen bei wechselwarmen Wirbeltieren vorliegen, deuten auf einen Mechanismus vermittelt durch Prostaglandine wie Prostaglandin E2 hin. Dies ist ein Hinweis auf einen alten, evolutionär über lange Zeiträume konservierten Mechanismus bei allen Wirbeltieren.
Darüber hinaus konnte gezeigt werden, dass auch wirbellose Tiere wie Insekten bei Infektionen mit einer Erhöhung der Körpertemperatur, also „Verhaltensfieber“, reagieren können, und dass auch bei ihnen dadurch die Immunantwort auf Infektionen positiv beeinflusst wird. Da Insekten zu den Urmündern gehören, Wirbeltiere zu den Neumündern (Deuterostomia) ist das ein Indiz dafür, dass entsprechende Mechanismen evolviert sein können, bevor sich diese Gruppen aufgesplittet haben, das war vermutlich bereits im Präkambrium der Fall. Angenommen wird ein Zusammenhang mit der sogenannten Hitzeschockantwort (englisch heat shock response), einer zellulären Reaktion auf Temperaturerhöhung und andere Stressfaktoren, die sogar bei Prokaryoten schon existiert.

## Normale Körperkerntemperaturen und Temperaturbereiche bei Fieber
| Spezies | Basaltemperatur / °C | Temperatur bei Fieber / °C |
| ------- | -------------------- | -------------------------- |
| Mensch  | 36,0–37,2            | 37,9–41,4                  |
| Pferd   | 37,5–38,2            | 38,3–39,3                  |
| Hund    | 38,1–39,2            | 39,3–42,2                  |
| Katze   | 38,0–39,0            | 39,4–40,9                  |
| Schwein | 39,3–39,9            | 40,5–41,1                  |
| Ratte   | 37,9–38,2            | 38,6–39,4                  |
| Maus    | 36,5–37,2            | 37,8–39,3                  |
| Taube   | 39,7–40,7            | 41,0–41,5                  |

## Fieberphysiologie

### Fieber ist normale Wärmeregulation auf höherem Niveau

Typischer Verlauf eines Fiebers.
Die grüne Linie zeigt den Sollwert, die rote die tatsächliche Kerntemperatur.

Das oberste thermoregulatorische Zentrum ist die Regio praeoptica des Hypothalamus: Hier laufen afferente Signale z. B. von Wärme- und Kälterezeptoren aus der Haut des ganzen Körpers zusammen. Die Temperaturinformationen aus der Peripherie werden mit den zentralen Temperaturinformationen verglichen und integriert; es resultiert eine von hier gesteuerte thermoregulatorische Antwort mit einem der beiden folgenden Ziele:
- Wärmeverlust (Hemmung des sympathischen Nervensystems mit der Folge einer peripheren Gefäßerweiterung und Hauterwärmung sowie Schwitzen, beim Hund Hecheln etc.) oder
- Wärmeproduktion und -einsparung (Aktivierung des sympathischen Nervensystems mit peripherer Gefäßverengung und Hautkälte, Hemmung des Schwitzens, um den Wärmeabfluss zu hemmen, und ferner Kältezittern (Schüttelfrost) und Aktivierung des Stoffwechsels, um mehr Wärme zu bilden).

Ferner wird im Hypothalamus das Verhalten über die Wahrnehmung der Eigenwärme beeinflusst (Wechseln der Kleidung, Aufsuchen einer anderen Umgebung etc.). Bei einer normalen pyrogeninduzierten Fieberreaktion laufen diese Regulationsmechanismen genauso ab, sie sind also ebenfalls nur mit einer intakten Regio praeoptica des Hypothalamus möglich. Daher friert man bei fieberhaft ansteigender Temperatur und fühlt sich an Händen und Füßen kalt an. Demgegenüber ist einem warm bis hin zum Schwitzen, wenn die Temperatur nach dem Fieber (oder bei Gabe eines fiebersenkenden Medikamentes) wieder sinkt.

### Entstehung des Fieberanstiegs

Vereinfacht nach, (W): wärmesensitives Neuron; (C): kältesensitives Neuron; (I) temperaturinsensitives Neuron, weitere Beschreibung siehe Text

In der Regio praeoptica des Hypothalamus finden sich verschiedene Neurone: Etwa 30 % sind wärmesensitiv (das heißt, sie feuern schneller, wenn die Temperatur steigt), über 60 % reagieren nicht auf Temperaturänderungen und weniger als fünf Prozent sind kältesensitiv. Es wird vermutet, dass der sogenannte Temperatursollwert durch einen Vergleich der Neuronenaktivität der temperaturinsensitiven Neurone mit den wärmesensitiven Neuronen entsteht. Insbesondere die Aktivität der kältesensitiven Neurone ist stark abhängig von excitatorischem und inhibitorischem Input benachbarter Neurone, während die wärmesensitiven Neurone vor allem Input aus der Peripherie bekommen. Die wärmesensitiven Neurone werden also ab einer bestimmten Temperatur aktiver und lösen im Endeffekt eine Regulation aus, die den Körper zu mehr Wärmeabgabe bringt.
Diese wärmesensitiven Neurone können durch sogenannte Pyrogene gehemmt werden, wodurch dann das normale regulatorische Gleichgewicht im Thermoregulationszentrum verschoben wird. Diese Pyrogene gehören teilweise zu den Akute-Phase-Proteinen, die im Rahmen einer Entzündung vorkommen. Eine Vorstellung über die Wirkungszusammenhänge der verschiedenen Pyrogene gewann man vor allem durch tierexperimentelle Fiebererzeugung vor allem mit gespritzten Lipopolysacchariden (Bestandteile aus der Wand gramnegativer Bakterien). Dieses exogene Pyrogen führt vor allem in Monozyten, vermittelt unter anderem durch den CD14-Rezeptor, zu einer vermehrten Bildung von endogenen Pyrogenen, und zwar beginnend für Tumornekrosefaktor (TNF), Interleukin-8 und Spuren von Interleukin-1 und etwas später für deutliche Mengen von Interleukin-6. Letzteres korreliert am besten mit dem Fieberverlauf selbst. Diese Bildung endogener Pyrogene in durch Lipopolysaccharide angeregten Monozyten läuft bei 42 °C (also einer Temperatur, die knapp über der natürlichen Fiebergrenze liegt) etwas langsamer (und für TNF und Interleukin-8 zeitlich begrenzter) als bei 37 °C. Tumornekrosefaktor kann je nach Kontext auch eine fieberbegrenzende Eigenschaft haben. Wenn im Experiment Lipopolysaccharide als exogenes oder Interleukin-1β als endogenes Pyrogen gespritzt werden, resultiert ein uniformer, zweigipfliger Fieberanstieg. Ein erster Fiebergipfel beginnt rasch und dauert 30–60 Minuten. Er wird dadurch hervorgerufen, dass das Interleukin-1β über seinen Interleukin-1-Rezeptor die Neutrale Sphingomyelinase aktiviert, welche die Bildung des löslichen C2-Ceramides katalysiert. Ceradmid hemmt die wärmesensitiven Neurone. Es gab auch die Hypothese, dass dieser erste Fieberanstieg durch den Vagusnerv vermittelt werde, diesbezügliche Versuche erbrachten aber uneinheitliche Ergebnisse.
Gleichzeitig regt das Interleukin-1β die vermehrte Transkription der Cyclooxygenase-2 zunächst in den Makrophagen an, diese bildet vermehrt Prostaglandine, vor allem auch Prostaglandin E2, welches über die zirkumventrikulären Organe in den Hypothalamus gelangt und den Beginn des zweiten Fieberanstieges bewirkt. Dann wird die Cyclooxygenase-2 in den Endothelzellen des Hypothalamus selbst angeregt, welche zentral zu einer erhöhten Prostaglandin-E2-Bildung führt. Das entstehende Prostaglandin-E2 kann in das Gehirn gelangen und induziert über seinen EP3-Rezeptor dann letztlich einen längerdauernden Fieberanstieg mit einem Maximum ungefähr drei Stunden nach dem Auftreten des Interleukin-1β, ebenfalls über die Hemmung wärmesensitiver Neurone. Dadurch werden wärmeabgebende Prozesse (periphere Gefäßerweiterung, Schwitzen etc.) gehemmt und ferner die Hemmung der wärmesensitiven Neurone auf die kältesensitiven Neurone aufgehoben. Das führt dann zur Wärmebildung bis hin zum Schüttelfrost. Alles in allem resultiert ein stereotyper und reproduzierbarer zweigipfliger Fieberanstieg, bis jeweils das neue regulatorische Gleichgewicht hergestellt ist. Fieber ist also insgesamt das Ergebnis einer fein abgestimmten Kommunikation des Immunsystems des Organismus mit seinem Nervensystem.

### Begrenzung des Fieberanstiegs
Bei einer akuten Fieberreaktion steigt die menschliche Körpertemperatur (insbesondere bei Kindern) schnell bis zu Werten zwischen 40 und 41,4 °C an, jedoch fast nie darüber hinaus, unabhängig von der Fieberursache oder dem Ort der Temperaturmessung. Der Körper muss also unter normalen Bedingungen in der Lage sein, eine Fieberreaktion regulatorisch wirksam zu begrenzen, bevor sie durch sich selbst gefährlich wird. Wenn das nicht der Fall wäre, hätte sich das Phänomen der Fieberreaktion nicht evolutionär durchsetzen können. Allerdings sind die Vorgänge der Fieberentstehung viel länger erforscht und daher ist über sie mehr bekannt als über die Vorgänge der Fieberbegrenzung durch den Organismus selbst.
Der Körper kann mit Hilfe einer Reihe endogener Antipyrogene seine Fieberreaktion begrenzen. Dazu gehören:
Regulatoren auf Zytokinebene
- Interleukin-1β-Antagonist: Dieser hebt die fiebererzeugende Wirkung des Interleukin-1β auf. Er wird im lokal entzündeten Gewebe mit Verspätung zum Interleukin-1β gebildet und taucht dann im Blut in höherer Konzentration als das Interleukin-1 selbst auf.[29]
- Interleukin-10: Hemmt die Bildung von Tumornekrosefaktor, Interleukin-1, Interleukin-2 und Interleukin-6 in antigenpräsentierenden Zellen wie z. B. Monozyten und dendritischen Zellen und damit indirekt die Aktivierung von T-Lymphozyten. IL-10 hemmt die Aktivierung der Cyclooxygenase-2 durch Lipopolysaccharide in Monozyten und damit Fieberreaktionen. Es ist an der Entwicklung der Immuntoleranz beteiligt.[30]
- Tumornekrosefaktor: Traditionellerweise wird TNF-α eher als Pyrogen und nicht als Antipyrogen angesehen (s. o.). Das liegt daran, dass Fieber entsteht, wenn man Tumornekrosefaktor spritzt. Ferner erscheint es als eines der ersten Zytokine im Serum, wenn zur experimentellen Fiebererzeugung Lipopolysaccharide gespritzt werden.[29] Wenn jedoch Lipopolysaccharide in höherer Dosierung gespritzt werden, entsteht nicht sogleich Fieber, sondern zunächst eine kurze Phase der Hypothermie. Diese Hypothermiephase entsteht nicht, wenn die Wirkung des Tumornekrosefaktors blockiert wird. Insgesamt sind die Ergebnisse zur Wirkung des TNF auf Unterdrückung und/oder Hervorrufung von Fieber nicht eindeutig.[29]

Prostaglandinderivate
- Prostaglandin-Derivate: Neben dem fiebererzeugenden Prostaglandin-E2 wird in Monozyten, Fibroblasten und Zellen des Hypothalamus auch Prostaglandin-D2 und sein Metabolit 15-deoxy-Prostaglandin-J2 gebildet. Während Prostaglandin-E2 im peripheren Gewebe und zentral zu einer positiven Rückkoppelung mit verstärkter Wirkung der Cyclooxygenase-2 führt, hemmt 15-deoxy-Prostaglandin-J2 die Cyclooxygenase-2 Bildung im Hypothalamus und führt so zu einer Fieberhemmung.[29]
- Epoxyeicosatriensäuren: Diese entstehen aus der Arachidonsäure in Konkurrenz zu den Prostaglandinen und Leukotrienen über einen Cytochrom-P450-abhängigen Epoxygenasen-Weg. Einige von ihnen hemmen sehr effektiv die Cyclooxygenase-2 und bieten so im Entzündungsvorgang eine sehr effektive negative Rückkoppelung auf das Fieber.[2]

Neurotransmitter
- Endocannabinoid-System: Über die Aktivierung des zentral gelegenen Cannabinoid-Rezeptor 1 kann eine durch Lipopolysaccharide hervorgerufene Fieberreaktion unterdrückt werden, auch wird die mit der Fieberreaktion einhergehende Interleukin-6-Produktion unterdrückt. Der dazu führende genaue Mechanismus ist unklar.[31] Interessant ist, dass sich ein Abbauprodukt des Paracetamols mit Arachidonsäure zu einem bioaktiven N-Acylamin AM404 verbindet, welches ebenfalls den Cannabinoid-Rezeptor 1 aktiviert. Paracetamol muss damit als ein indirekt wirkendes Cannabinoidmimetikum angesehen werden.[32]
- Stickstoffmonoxid: Stickstoffmonoxid wird durch verschiedene Isoformen des Enzyms NO-Synthase gebildet und aktiviert eine Guanylat-Cyclase, welche cGMP-Spiegel in den Zielzellen erhöht. In den Zellen des Gehirns wirkt Stickstoffmonoxid hemmend auf die Wärmebildung und fördert die Wärmeverteilung und damit insgesamt eine Temperatursenkung im Allgemeinen und so auch bei der Fieberreaktion.[29]

Hormone
- Glukokortikoide (Hormone der Nebennierenrinde) werden bei verschiedenen Arten von Stress, also auch bei einer Infektion vermehrt ausgeschüttet. Sie wirken einerseits in der Peripherie dem Fieber entgegen, indem sie die Zytokinausschüttung hemmen. Andererseits konnte auch eine direkt zentrale antipyretische Wirkung nachgewiesen werden.[29]
- Melanocortine: Diese Gruppe zentraler Peptidhormone (melanozytenstimulierende Hormone und ACTH) ist sehr vielfältig, komplex und kontextabhängig in vegetative Regulationsvorgänge wie Hunger, Sattheit, Bewegungsdrang, Energiehomöostase und so auch die Temperaturregulation eingeschaltet.[33] Sie unterdrücken über den zentralen Melanocortin-4 Rezeptor die Fieberreaktion. Auch hemmen sie die biologische Aktivität des TLR-4, der in den Makrophagen sonst die Wirkung der Lipopolysaccharide vermittelt. Im nicht fiebernden Organismus steigern melanozytenstimulierende Hormone die Körpertemperatur eher;[33] eventuell ist der Melanocortin-3 Rezeptor hier mitbeteiligt. Dagegen vermittelt der MC4R die pyrogeninduzierte Appetitlosigkeit, die oft mit einer fieberhaften Entzündungsreaktion einhergeht, genauso wie die Tumorkachexie.[33]
- Antidiuretische Hormone (Vasopressin) sind neben ihrer peripheren Wirkung als Dursthormon auch ein zentral wirkendes Neuropeptid: Hier ist es in die Regulation der Adenohypophyse und zentraler Wege des autonomen Nervensystems eingebunden wie auch in Verbindungen zwischen limbischem System und Hypothalamus. Es wird vermehrt bei Fieberreaktionen ausgeschüttet und begrenzt diese (über den V1-Rezeptor) und mildert sie ab.[29][34] (Unter anderem aus diesem Grunde findet man bei hochentzündlichen Krankheitsbildern wie z. B. Lungenentzündungen oder Sepsis häufig eine Hyponatriämie, diese sagt unter anderem indirekt aus, inwiefern der Körper schon seine antipyretische Regulation aktiviert hat).
- Östrogen und Progesteron können Fieber begrenzen und das parallel ausgeschüttete Interleukin-1β hemmen sowie zu einer geringeren Bildung von Cyclooxygenase-2 im Hypothalamus führen. Ferner wird die Ausschüttung von Vasopressin im Gehirn (welches wiederum Fieber senkt) vom dortigen Vorhandensein dieser Hormone beeinflusst.[29] Möglicherweise kommt es daher, dass bei Schwangeren nahe am Geburtstermin und bei Neugeborenen die Fieberreaktion unterdrückt ist.[35]
- Melatonin: Dieses Hormon ist in die Schlaf-Wach-Regulation eingeschaltet. Es senkt Fieber, den Zytokinspiegel im Serum sowie im Urin ausgeschiedene Prostaglandine und steigert die Cortisolsekretion. Diese Effekte deuten darauf hin, dass die tageszeitliche Schwankung von Fieber (abends oft höher als morgens) mit den Wirkungen des Melatonins im Gesamthormonhaushalt zu tun haben könnte.[29]

### Fieber und Hitzeschockantwort
Vor einer Denaturierung von Zellproteinen, z. B. bei erhöhter Temperatur, schützen sich Zellen durch die Hitzeschock-Antwort. Diese ist ein evolutionär uralter und hochkonservierter Prozess, der in allen Lebewesen bis hin zu den Bakterien vorkommt. Die dabei gebildeten Hitzeschockproteine haben vielfältige Funktionen, eine der Hauptaufgaben besteht dabei in der Erleichterung der korrekten Faltung denaturierter Proteine. Diese Funktion trägt wesentlich zum Zellüberleben unter Stressbedingungen bei. Die Gene für die Hitzeschockproteine haben sich die ganze Evolution hindurch erhalten, obwohl neue Möglichkeiten für die höherentwickelten Organismen hinzugekommen sind, mit Stressoren durch die Umwelt umzugehen. Die Beziehung zwischen der evolutionär alten Hitzeschock-Antwort und der evolutionär jüngeren Fieberreaktion kann als ein Beispiel dafür angesehen werden, wie neuere Prozesse früher entwickelte Prozesse benutzen. Beispiele für die komplexen Zusammenhänge zwischen Fieber und Hitzeschockantwort sind:
- Die Schwelle für eine Hitzeschockantwort liegt bei ungefähr 4 °C über dem Normalmaß erhöhter Temperatur, diese Schwelle wird durch Zytokine, wie sie beim Fieber vorkommen, gesenkt, sodass bei Fieber der Körper besser vor einer Denaturierung seiner Proteine geschützt ist, als wenn die Temperatur aus anderen Gründen steigen würde.
- Fieber regt eine Hitzeschockantwort vieler fieberverursachender Bakterien an, die dabei entstehenden bakteriellen Hitzeschockproteine stimulieren stark die Makrophagen des Wirtsorganismus im Entzündungsherd und verbessern dadurch dessen angeborene Abwehr.
- Die ebenfalls gebildeten Hitzeschockproteine des Wirtes regen ebenfalls dessen eigene Immunfunktionen über den CD14-Rezeptor an.[37]

- Andererseits wird die Expression von Hitzeschockproteinen durch bestimmte Transkriptionsfaktoren, die Hitzeschockfaktoren geregelt; diese hemmen aber gleichzeitig die Transkription von z. B. Interleukin-1β oder Tumornekrosefaktor.[16]
- Hitzeschockproteine können mit vielen anderen Proteinen (von Bakterien oder vom Wirt) Komplexe bilden. Diese Komplexe können das Immunsystem anregen oder hemmen, je nach Kontext. Sie spielen z. B. auch eine Rolle in der Manifestation von Autoimmunkrankheiten.[37]

### Modulation des Entzündungsgeschehens
Viele Funktionen der neutrophilen Granulozyten, der Makrophagen und der Lymphozyten, die für die Infektabwehr wichtig sind, wie z. B. Beweglichkeit, Phagozytosefähigkeit, Radikalbildung, Vermehrung, Antikörperbildung usw. sind bei Temperaturen von 38 bis 41 °C verstärkt beobachtbar und nehmen bei Temperaturen über 41 °C wieder ab. So fördert Fieber T-Lymphozyten, die auf Infektionsstellen verweisen, indem es ihre Oberflächenproteine verändert. Und thermischer Stress (TS) im Fieberbereich von 38 bis 40 °C spielt eine aktive Rolle bei der Steuerung der Lymphozytenmigration in sekundäre lymphoide Organe oder Entzündungsherde. TS reguliert Integrine und Selektine, die als wichtige Zelladhäsionsmoleküle eine Rolle in der Vermittlung des Lymphozytenverkehrs spielen. Fieber induziert die Expression des Hitzeschockproteins 90 (HSP90), das dann selektiv an die Lymphozytenoberfläche gebunden und geklustert wird, um die Gefäßadhäsion durch fokale Adhäsionskinase-RhoA-Signalisierung zu fördern. Das HSP90 wird nur bei einer Temperatur über 38,5 °C induziert. Der HSP90-Spiegel kann dann 48 Stunden lang anhalten, selbst wenn sich die Temperatur wieder normalisiert.

### Infektabwehr
Für die meisten Infekte – vom einfachen Schnupfen bis hin zur lebensgefährlichen Sepsis – zeigt sich, dass fiebersenkende Maßnahmen den Krankheitsverlauf meistens komplikationsreicher machen und verlängern können. Das gilt sowohl innerhalb klinischer Studien als auch in (tier-)experimentellen Untersuchungen für virale, bakterielle und parasitäre Erkrankungen. Einige Beispiele sind in der nachfolgenden Tabelle aufgeführt:
| Spezies      | Infektion                                                            | Antipyrese                                                                           | Ergebnis | Jahr       | Ref.          |
| ------------ | -------------------------------------------------------------------- | ------------------------------------------------------------------------------------ | --- | ---------- | ------------- |
| Wüstenleguan | Experimentelle Sepsis mit dem Bakterium Aeromonas hydrophila         | Variierte Umgebungstemperatur 34 bis 42 °C bzw. Salicylsäure                         | wesentlich besseres Überleben bei 40 bis 42 °C als bei 34 bis 38 °C bzw. ohne als mit Salicylsäure                         | 1975, 1976 | [ 39 ] [ 40 ] |
| Goldfische   | Experimentelle Sepsis mit dem Bakterium Aeromonas hydrophila         | Variierte Umgebungstemperatur                                                        | besseres Überleben in höherer Temperatur                                                                                   | 1977       | [ 41 ]        |
| Kaninchen    | Experimentelle Sepsis mit dem Bakterium Pasteurella multocida        | Salicylsäure                                                                         | Wesentlich schlechtere Bakterienabwehr unter Salicylsäure                                                                  | 1981       | [ 42 ]        |
| Mensch       | Sepsis durch Bakterien oder Pilze                                    | Einfluss der Körpertemperatur unter anderen Einflussfaktoren auf das Überleben       | Überlebenswahrscheinlichkeit steigt mit der Körpertemperatur                                                               | 1983, 1997 | [ 43 ] [ 44 ] |
| Maus         | Experimentelle Lungenentzündung mit Pneumokokken                     | Acetylsalicylsäure                                                                   | Doppelt so schlechtes Überleben und schlechtere Infektabwehr in der Lunge unter Acetylsalicylsäure                         | 1984       | [ 45 ] [ 46 ] |
| Mensch       | Studie an Kindern von ein bis zwölf Jahren mit Windpocken            | Paracetamol oder Placebo                                                             | Längere Krankheitsdauer unter Paracetamol                                                                                  | 1989       | [ 47 ]        |
| Mensch       | Experimentelle Rhinitis mit Rhinovirus                               | Acetylsalicylsäure, Paracetamol, Ibuprofen                                           | Stärkere Nasenschwellung, längere Virusausscheidung, unterdrückte Antikörperbildung bei Acetylsalicylsäure und Paracetamol | 1990       | [ 48 ]        |
| Mensch       | Unkomplizierte Malaria                                               | Paracetamol                                                                          | Parasiten länger im Blut unter Paracetamol                                                                                 | 1997       | [ 49 ]        |
| Maus         | Experimentelle Peritonitis mit Klebsiellen                           | Körpertemperatur 37,5 oder 39,7 °C Durch verschieden warme Umgebung                  | bei wärmerer Körpertemperatur besseres Überleben und Bakterienabwehr                                                       | 2000       | [ 50 ]        |
| Mensch       | Patienten mit Fieber auf einer Trauma-Intensivstation                | Randomisierte Studie: Aggressive Antipyrese ab 38,5 °C oder fiebern lassen bis 40 °C | Studienabbruch wegen erhöhter Mortalität in der Antipyresegruppe                                                           | 2005       | [ 51 ]        |
| Maus, Huhn   | Experimentelle Grippe (Metaanalyse)                                  | Acetylsalicylsäure, Paracetamol, Diclofenac                                          | Leicht erhöhte Grippeletalität unter Antipyrese                                                                            | 2010       | [ 52 ]        |
| Mensch       | Fiebernde kritisch Kranke (>48h Intensivstation) mit und ohne Sepsis | Prospektive Beobachtungsstudie: Fieber mit/ohne Antipyrese und Mortalität            | Antipyrese erhöht Mortalität nur bei Patienten mit Sepsis                                                                  | 2012       | [ 53 ]        |

Es gibt auch Studien, die keinen krankheitsverlängernden Effekt fiebersenkender Maßnahmen bei Infektionskrankheiten feststellen konnten. Allerdings wirkt sich eine Fiebersenkung in der Regel auch nicht verkürzend auf eine Infektionserkrankung aus. Eine Fiebersenkung kann bei einigen Patientengruppen aber sekundäre Probleme abmildern. Solche Ergebnisse und klinische Erfahrungen sowie die zunehmenden Kenntnisse über die Fieberphysiologie stellen den routinemäßigen Gebrauch von Antipyretika bei Fieber z. B. auf Intensivstationen in Frage. Gefordert wird heute vielmehr eine an den individuellen Behandlungszielen orientierte Therapie; Temperatursenkung als Selbstzweck ist bei Fieber kein unbedingtes Behandlungsziel.
Jedoch sollte bereits eine einmalige Temperaturerhöhung auf über 38,5 °C oder eine zweimalige auf über 38 °C innerhalb von 12 Stunden bei immunsupprimierten Patienten mit Neutropenie (Granulozytenzahl unter 500–1000/µL) sofort mit Antibiotika behandelt werden.

### Fieberkrämpfe, epileptische Anfälle
Fieberkrämpfe treten bei (1 %)–6 %–(14 %) (je nach Bevölkerungsgruppe) aller ein- bis fünfjährigen Kinder auf; die Mechanismen, warum sie auftreten, sind kaum bekannt. Man vermutet, dass betroffene Kinder eine komplex vererbte Anlage für Fieberkrämpfe haben. Eine zurzeit diesbezüglich verfolgte Hypothese ist, dass es sich bei dieser Anlage um Mutationen eines anfallshemmenden GABA-Rezeptors handeln könnte, der temperaturabhängige Eigenschaften aufweist. Im Gegensatz zu einer auch in Lehrbüchern oft geäußerten Vermutung verhindern Antipyretika nicht signifikant ein Fieberkrampfrezidiv. Endogene Pyrogene können die Krampfschwelle des Gehirnes senken. Das sind zum Beispiel Tumornekrosefaktor-alpha, Interleukin-1 beta und Interleukin-6, die über die Stimulierung der Cyclooxygenase-2 mit nachfolgender Prostaglandin-E2-Erhöhung zu Fieber führen. Eine Fiebersenkung hemmt nur die Cyclooxygenase-2, nicht aber die Ausschüttung dieser Pyrogene. Eine erhöhte Temperatur selber wiederum kann aber die Ausschüttung dieser Pyrogene hemmen. Eventuell kann dadurch auch begründet sein, warum Fiebersenkung Fieberkrämpfe nicht verhindert.
Patienten mit Epilepsie müssen von solchen mit Fieberkrämpfen unterschieden werden. Da es viele verschiedene Epilepsien gibt, ist der Einfluss von Fieber und erhöhter Temperatur auf die Anfallsaktivität unterschiedlich: Sie kann erhöht werden oder gleich bleiben. In manchen Fällen kann die Anfallsaktivität durch Fieber aber auch vorübergehend abnehmen.

### Einfluss von Fieber im 1. Lebensjahr auf Asthma und Allergie
Wiederholte Fieberepisoden im ersten Lebensjahr (die zumeist aufgrund von Luftwegsinfekten auftreten) gehen mit einer höheren Prävalenz von früh begonnenem, nichtallergischem Asthma einher. Allerdings treten allergische Sensibilisierungen und später begonnenes Asthma nach häufigeren Fieberepisoden im ersten Lebensjahr seltener auf. Wichtig scheint zu sein, dass die fieberhaften Episoden auftreten, bevor eine allergische Sensibilisierung eingetreten ist. Es scheinen nur Fieberepisoden zwischen dem siebenten und zwölften Lebensmonat vor atopischer Veranlagung zu schützen, wichtig ist ferner eine ausreichende Fieberhöhe > 39 °C. Luftwegsinfekte im ersten Lebensjahr im Allgemeinen scheinen dagegen die Asthmahäufigkeit eher zu erhöhen (siehe z. B.). In diesen Studien wurde aber zumeist nicht der Einfluss von Antibiotika und antipyretischen Maßnahmen z. B. durch Paracetamol berücksichtigt; letzteres hat einen asthmabegünstigenden Effekt. Kinder aus Familien mit anthroposophischem Lebensstil erhalten unter anderem weniger Antibiotika und Antipyretika und haben seltener Asthma und Allergien.

### Fieber und Krebs
Seit Krebsdiagnostik und -behandlung im 19. Jahrhundert eine Wissenschaft wurde, wurden immer wieder seltene Fälle mit „unerklärlichen“ Spontanheilungen berichtet. Vielen dieser Fälle ist eine hochfieberhafte Erkrankung vorausgegangen. Das wurde vor der Chemotherapieära erfolgreich therapeutisch genutzt, z. B. mit der Fiebererzeugung durch ein injiziertes Bakterienextrakt. Während man in der Chemotherapie- und Bestrahlungsära ab den 1950er Jahren der Meinung war, dass der Körper keine eigenen Mittel habe, gegen Krebszellen zu kämpfen, wird der Zusammenhang zwischen Fieber und Krebsheilung seit den 1990er Jahren wieder systematischer untersucht. Unterdessen ist es unstrittig, dass Fieber, insbesondere wenn es hoch ist, unter Umständen das Immunsystem zu einer besseren Krebsabwehr bringen kann. In der praktischen Onkologie müssen solche Überlegungen mit dem Ziel verbunden werden, unangenehme Situationen für den Patienten zu lindern.
Da Krebserkrankungen länger schlummernde Erkrankungen sind, ist das auch im Vorfeld einer manifesten Krebserkrankung möglich, also präventiv. So erklärt sich, dass in der Vorgeschichte von Krebspatienten seltener Episoden mit fieberhaften Infekten zu finden sind. Das konnte zum Beispiel deutlich für das Melanomrisiko gezeigt werden.

### Fieber zur Syphilis-Bekämpfung
Vor der Einführung des ersten effektiven Syphilis-Mittels in den 1910er Jahren – Arsphenamin (Salvarsan) – infizierte man Syphilis-Kranke mit Malaria, einer Krankheit, die von heftigem Fieber geprägt ist. Das hohe Fieber tötete die Syphilis-Bakterien recht zuverlässig ab. Insbesondere Syphilis-Kranke im Spätstadium, in dem neurologische wie psychiatrische Symptome auftreten, wurden so behandelt. Die Erkenntnis, dass Syphilis mit Malaria-induzierten Fieberschüben geheilt werden kann, führte zum Medizin-Nobelpreis für den österreichischen Psychiater Julius Wagner-Jauregg.

## Andere Symptome, die mit dem Symptom „Fieber“ einhergehen können
Fieber tritt immer im Rahmen einer komplexen körperlichen Entzündungsreaktion auf, die unterschiedlich ausgeprägt sein kann. Die Gesamtsymptomatik ist immer von der Grunderkrankung mitgeprägt, daher fällt es schwer, einzelne Symptome in jedem Fall dem Fieber zuzurechnen. Häufig kommen jedoch folgende Symptome zusammen mit fieberhaften Erkrankungen vor:
- Symptome, die direkt mit der Temperaturregulation zu tun haben:
  - Beim Fieberanstieg Frieren, kalte Hände und Füße bei evtl. schon warmem Kopf, evtl. Muskelzittern und Schüttelfrost. Evtl. marmorierte, schlecht durchblutete Haut mit vermindertem kapillärem Refill (wenn man die Haut zum Beispiel auf dem Handrücken kurz eindrückt, bleibt der weiße Fleck länger als zwei bis drei Sekunden bestehen).
  - Beim Fieberabfall Hitzegefühl, evtl. Schwitzen, Rötung der Haut, Gefäßerweiterung in der Körperperipherie. In diesem Zusammenhang Kreislauflabilität mit Schwindel beim Aufstehen und eventuell Kollapsgefahr.
- Symptome, die mit der allgemeinen Stoffwechselbeschleunigung bei Fieber zusammenhängen:
  - Anstieg Pulsfrequenz (etwa neun Herzschläge pro Minute mehr pro 1 °C Körpertemperaturerhöhung, sogenannte Liebermeister-Regel)
  - Anstieg der Atemfrequenz
- Symptome, die die fieberhafte Entzündungsreaktion oft begleiten, da sie über ähnliche physiologische Vorgänge ausgelöst werden:
  - Appetitlosigkeit, Kopf- und Gliederschmerzen
  - Schmerzempfindlichkeit, verstärkte Licht- und Geräuschempfindlichkeit, Berührungsempfindlichkeit
- Zentralnervöse Symptome:
  - Fieberkrämpfe bei Kindern vom sechsten Lebensmonat bis zum sechsten Lebensjahr
  - Müdigkeit, Kraftlosigkeit, Schlaflosigkeit, Albträume
  - Unklarer, „glasiger“ Blick, glänzende Augen
  - Wahrnehmungsstörungen, Unruhe, Verwirrtheitszustände bis hin zu Halluzinationen („Fieberdelirium“ oder „Fieberwahn“)
- Ggf. Symptome von Flüssigkeitsmangel, wenn nicht genügend getrunken wurde (was bei Fieber erforderlich ist):
  - verminderter und konzentrierter Urin
  - trockene und belegte Zunge, rissige und spröde Lippen
  - erhöhter Durst
  - Gewichtsabnahme
  - Verstopfung

## Fiebermuster
Im Verlauf des Fiebers unterscheidet man den Temperaturanstieg (Stadium incrementi), das Hitze- oder Höhestadium (Fastigium) und den Fieberabfall (Stadium decrementi).
Der Verlauf der Fieberkurve (graphische Darstellung der Fiebertemperatur in Abhängigkeit von der Zeit) kann Hinweise auf die Fieberursache (z. B. Krankheitserreger) geben, allerdings kann man sich für eine Diagnose nicht alleine darauf verlassen. Traditionell wurden folgende Fiebermuster (Fiebertypi) in diagnostisch brauchbare Gruppen zusammengefasst (nach):
- Kontinuierliches Fieber (Febris continua; anhaltendes Fieber,[78] tägliches Fieber, Dauerfieber): Über vier Tage oder länger gleichbleibendes Fieber mit Tagesschwankung kleiner bzw. maximal 1 °C, mit mehr als 39 °C: kann z. B. auf eine Lobärpneumonie, eine Rickettsiose, Typhus oder eine Tularämie hinweisen. Bei einer Tagesdifferenz bis zu 1,5 °C spricht man von Febris remittens.[79]
- Intermittierendes Fieber (Febris intermittens): Sehr stark schwankendes Fieber mit fieberlosen Intervallen, häufig mit normalen Temperaturen morgens und Fieberspitzen abends, mit schnellen Fieberanstiegen mit Schüttelfrost. Das kann auf lokale eitrige Infektionen hinweisen, aus denen immer wieder Keime in die Blutbahn streuen, wie z. B. Endokarditis oder Osteomyelitis. Ferner bei akuter Brucellose, Malaria, Salmonellose oder Miliartuberkulose.
- Wechselfieber (Febris recurrens): Fieber mit fieberfreien Tagen z. B. bei Malaria
- Doppelgipfliges Fieber:  Nach einigen Fiebertagen folgt eine kurze Temperaturerniedrigung vor einem zweiten, meist höherem, Fiebergipfel. Das ist ein typisches Muster für Viruserkrankungen wie z. B. Masern, Gelbfieber, Grippe oder Denguefieber.
- Pel-Ebstein-Fieber:  Perioden über etwa eine Woche mit Fieber und ähnlich langen fieberfreien Episoden mit Wiederholung des Zyklus. Das kann auf ein Hodgkin-Lymphom oder eine Brucellose hinweisen.
- Undulierendes Fieber (Febris undulans): Die durch Brucellen ausgelöste Erkrankung

## Diagnose

### Fühlen mit der Hand
Mit der Hand kann die Temperatur von Stirn und Rumpf grob abgeschätzt werden. Zudem kann man durch Fühlen an Händen und Füßen mitbeurteilen, ob der Patient friert (Wärmekonzentration beim Temperaturanstieg) oder ob ihm warm ist (die Wärme wird vom Körper wieder verteilt, die Temperatur wird dann nicht mehr schnell steigen).
Eltern können durch das Fühlen der Temperatur recht sicher (höheres) Fieber bei ihren Kindern ausschließen. Wenn sie den Verdacht auf Fieber haben, sollten sie die Temperatur dennoch messen.

### Temperaturmessung
Die Körpertemperatur kann mit verschiedenen Messgeräten und an verschiedenen Stellen gemessen werden:

#### Messmittel

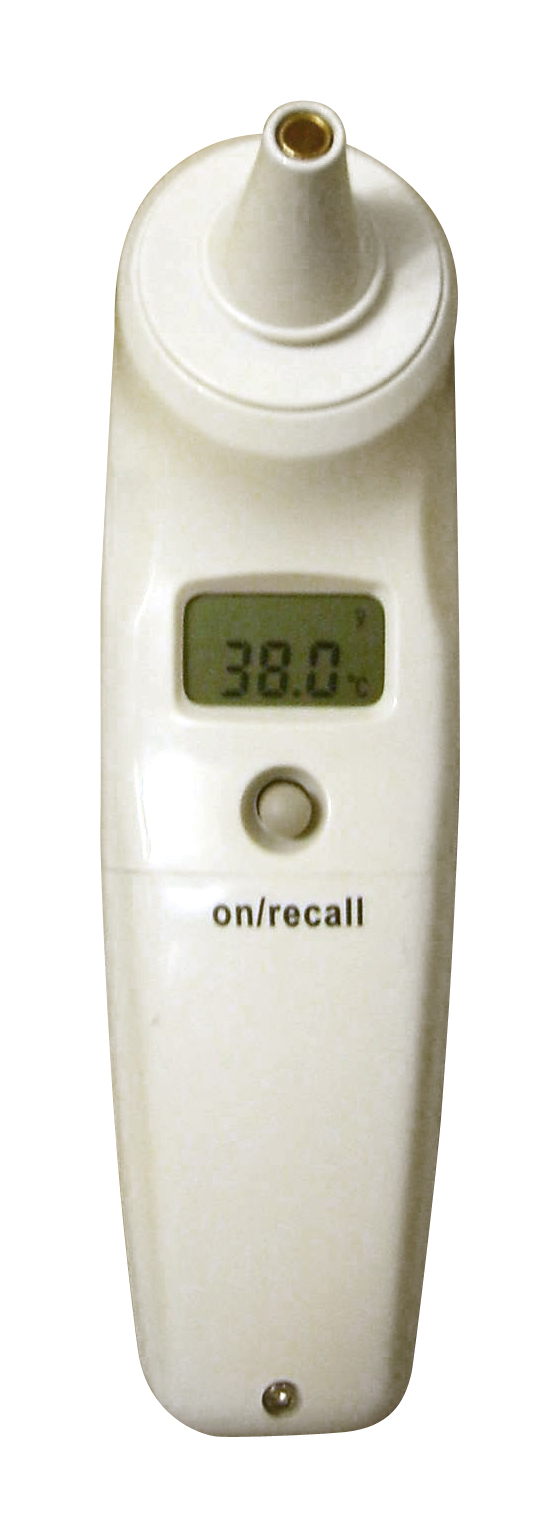
Ohrthermometer

Traditionell wurde mit Quecksilberthermometern gemessen. Wegen des enthaltenen Quecksilbers und der Glasbauweise geht von beschädigten Thermometern jedoch eine Gesundheitsgefahr aus. Seit April 2009 sind Quecksilberthermometer innerhalb der EU verboten. Quecksilber kann durch nicht-toxisches Gallium ersetzt werden. Es handelt sich um Spitzenwert-Thermometer, das heißt, der im Verlaufe der Messung höchste Wert verbleibt in der Anzeige. Vor erneuter Messung ist die Metallsäule deshalb herunterzuschütteln.
Zumeist werden jedoch digitale Thermometer benutzt. Sie sind bruchfester, messen schneller (ca. 60 Sekunden) und sind leichter abzulesen.
Zunehmende Verbreitung findet die pyrometrische Messung der Infrarotabstrahlung, meist mit Ohr-Thermometern. Diese ist wegen der hohen Messgeschwindigkeit (wenige Sekunden) beliebt.
Dann gibt es Schläfenthermometer und berührungslose Infrarottemperaturscanner.

#### Messstellen
Am genauesten kann man die zentrale Körpertemperatur rektal im Po messen. Komfortabler, aber ungenauer kann man (in absteigender Reihenfolge) im Ohr, an der Schläfe (Temporalarterie), im Mund, unter der Achsel oder mit einem kontaktlosen Infrarotthermometer an der Stirn messen. Messungen im Mund, unter der Achsel und kontaktlose Infrarot-Stirnthermometer sind dabei sehr ungenau. Alle Messalternativen ergeben je nach Methode 0,5–1,1 °C niedrigere Werte mit größeren Schwankungen.
Die rektale Messung ist also – insbesondere bei Säuglingen und Kleinkindern bis vier Jahren – am zuverlässigsten. Bei Älteren reicht die Messung im Ohr aus. Man sollte jedoch falsch niedrige Werte z. B. durch falsche Winkelung und Verlegung des Gehörganges durch Cerumen (Ohrenschmalz) ausschließen, in dem man in beiden Ohren misst und den höchsten Wert nimmt.
In der Intensivmedizin wird die Temperatur häufig über einen Blasenkatheter mit Thermistor oder über einen Thermistor-Katheter (der außerdem zur Messung des Herzminutenvolumens dient) in einer Arterie gemessen.

## Fieberbehandlung

### Physikalische Maßnahmen
Bei Fieber erhöht der Körper seine Temperatur aktiv und reguliert sie in Bezug auf Höhe und Dauer. Fieber therapeutisch zu senken verbessert den Krankheitsverlauf bei sonst gesunden Erwachsenen nicht systematisch. Auch in internationalen medizinischen Leitlinien zur Behandlung von Fieber bei sonst gesunden Kindern und Jugendlichen findet sich kein einheitlicher, physiologisch begründeter Schwellenwert, ab dem bei sonst gesunden Menschen das Fieber gesenkt werden muss. Vielmehr soll man sich hierbei nach dem Befinden richten.
Bei steigender Temperatur friert man oft (schon heißer Kopf, noch kalte Hände und Füße, evtl. Schüttelfrost). Dann kann angemessenes Wärmen je nach Wärmebedarf des Patienten das Wohlbefinden bessern. Sobald der Patient beginnt zu schwitzen, sollte er wieder leicht abgedeckt werden. Er sollte selber darüber entscheiden.
Bei Fieber werden traditionell oft begleitende kühlende Maßnahmen angewandt. Man glaubt, so Gutes zu tun und die Temperatur senken zu können. Allerdings zeigt die Studienlage, dass hierdurch nur das Unwohlsein gesteigert wird, weswegen physikalisch kühlende Maßnahmen bei Fieber nicht empfohlen werden. Im deutschsprachigen Raum werden bei warmen Füßen hierzu oft Wadenwickel angewandt, auch hierzu erlaubt die Studienlage keine eindeutige Empfehlung.
Bei Fieber ist der Flüssigkeitsbedarf gesteigert, deshalb ist hier besonders auf eine ausreichende Flüssigkeitszufuhr zu achten. Ein Mensch mit Fieber muss nicht unbedingt Bettruhe einhalten, da es bislang keinen Nachweis eines positiven Effektes der Bettruhe gibt. Körperliche Schonung, also Vermeidung von körperlichen und geistigen Überanstrengungen, ist empfehlenswert.
Sollte Schwindel auftreten, ist die Verkehrstüchtigkeit eingeschränkt.

### Medikamente
Als fieberunterdrückende Medikamente (Antipyretika) werden am häufigsten Paracetamol, Ibuprofen und seltener Acetylsalicylsäure oder Metamizol verwendet. Es gibt verschiedene Indikationen hierfür: Vor allem ein reduziertes subjektives Wohlbefinden bei Fieber in Verbindung mit Schmerzen spricht dafür, da fiebersenkende Arzneimittel oft zusätzlich auch analgetisch wirken. Aber auch die Vermeidung unerwünschter metabolischer Effekte bei Fieber, wie z. B. Dehydratation oder kardiovaskulärer Effekte bei Fieber, z. B. Tachykardie, können Indikationen sein. Ein Argument dagegen kann sein, dass man den Fieberverlauf nicht mehr so gut beurteilen kann, wodurch eine Verzögerung von anderen therapeutischen Entscheidungen theoretisch denkbar ist.
Ca. 5 % der Kinder von fünf Monaten bis zu fünf Jahren neigen im Rahmen fiebriger Infekte zu Fieberkrämpfen. Diese kann man nicht verhindern, wenn man bei ihnen Fieber medikamentös unterdrückt.

### Wärme bei Fieber
Nach Meinung von Anhängern komplementärer Verfahren eignet sich auch eine Erhöhung der Temperatur zur Fieberbekämpfung. Diese werden vor allem im mittleren Osten und in Asien angewandt und scheinen das Wohlbefinden zu verbessern und die Fieberhöhe zu begrenzen. Dieser Ansatz muss allerdings noch systematischer beforscht werden.

### Ursächliche Behandlung des Fiebers
Bei infektiöser Fieberursache mit bekannten (oder wahrscheinlichen) Erregern kann das Fieber ursächlich behandelt werden: Eine Behandlung mit Antibiotika erfolgt bei einem bakteriell bedingten Fieber. Wird das Fieber von Pilzen verursacht, helfen Antimykotika; bei manchen Virusinfektionen können Virostatika eingesetzt werden.